# ラプソディー・オブ・ファイア
ラプソディー・オブ・ファイア (Rhapsody of Fire) は、イタリアのシンフォニックパワーメタル・バンド。1993年にサンダークロス（Thundercross）として結成され、1995年にラプソディー (Rhapsody) に改名。2006年に現行のラプソディー・オブ・ファイアに改名した。

## 経歴
- 1993年 Luca Turilli (G, Vo)とAlex Staropoli (Key)が中心となってThundercrossを結成。二人の友人であったDaniele Carbonera（ドラム）とAndrea Furlun（ベース）が加入。その後、Cristiano Adacher（ボーカル）加入。
- 1994年 ファーストデモ『Land of Immortals』発表。
- 1995年 バンド名をRhapsodyに改名。セカンドデモ『Eternal Glory』発表。
- 1996年 脱退したCristianoの後任としてFabio Lione（ボーカル）加入。デビューアルバム制作。
- 1997年 デビューアルバム『レジェンダリィ・テイルズ』発表。
- 1998年 Danieleの紹介でAlessandoro Lotta（ベース）加入。『シンフォニー・オブ・エンチャンテッド・ランズ』発表。
- 2000年 Daniele脱退。後任としてAlex Holzwarth（ドラム）加入。ストラトヴァリウスのサポートとして、ソナタ・アークティカとともにバンド初のライブを行う。秋には『ドーン・オブ・ヴィクトリー』発表。
- 2001年 『レイン・オブ・ア・サウザンド・フレイムス』発表。同年暮にAlessandoro脱退。
- 2002年 『パワー・オブ・ザ・ドラゴンフレイム』発表。Dominique Leurquin（ギター）の紹介でPatrice Guers（ベース）加入。5月に初来日ライブを3都市4公演行う。
- 2003年 Magic Circle Musicとマネージメント契約を締結し、レーベルをLMPからSPVに変更する。
- 2004年 ベストアルバム『テイルズ・フロム・ジ・エメラルド・ソード・サーガ』、『ザ・ダーク・シークレット』、『シンフォニー・オブ・エンチャンテッド・ランズ II』発表。ナレーションに俳優のクリストファー・リーを起用する。
- 2005年 『The Magic of The Wizard's Dream』発表。クリストファー・リーがVoとして参加する。
- 2006年 初のライブ盤となる『ライヴ・イン・カナダ 2005-ザ・ダーク・シークレット』を発表（日本盤は2007年3月）。7月にバンド名をRhapsody of Fireに改名。10月（欧米では9月）に『トライアンフ・オア・アゴニー』を発表。
- 2007年 7月に初のDVDとなる『ヴィジョンズ・フロム・ジ・エンチャンテッド・ランズ』を発表（日本盤は2008年1月）。
- 2008年 Magic Circle Musicとの法的闘争のため活動停止中であることを公表。
- 2009年 11月18日に活動再開を発表。Nuclear Blastへ移籍。
- 2010年 4月28日に『ザ・フローズン・ティアーズ・オブ・エンジェルズ』を発表、10月には『ザ・コールド・エンブレイス・オブ・フィア』を発表（日本盤は12月）。
- 2011年 4月にLucaと親交のあったTom Hess（ギター）の加入。6月に『フロム・ケイオス・トゥ・エターニティー』を発表。8月にLucaとAlexが分かれて活動することが発表されLucaとPatriceが脱退。9月にAlex Holzwarth（ドラム）の兄であるOliver Holzwarth（ベース）とRoberto De Micheli（ギター）加入。
- 2013年 ライブ盤『ライヴ-フロム・ケイオス・トゥ・エターニティー』を発表。7月にTom Hess（ギター）が脱退。12月に『ダーク・ウィングス・オブ・スティール』を発表。
- 2014年 6月に12年ぶりの来日公演が行われた。8月29日、Oliver Holzwarth（ベース）がプロジェクトに専念するため脱退。
- 2016年 1月に『イントゥ・ザ・レジェンド』を発表し3月に2年ぶりの来日公演。9月にFabio Lione（ボーカル）が[4]、10月にはAlex Holzwarth（ドラム）が脱退。11月にGiacomo Voli（ボーカル）が[5]、12月にはManu Lotter（ドラム）が加入。
- 2017年 5月『レジェンダリィ・テイルズ』から『パワー・オブ・ザ・ドラゴンフレイム』までの曲を現メンバーで再録したアルバム『レジェンダリー・イヤーズ』を発表。
- 2019年 2月に『ジ・エイス・マウンテン〜第八の山岳』を発表。
- 2020年 6月23日Manu Lotter（ドラム）脱退。7月14日にSinestesiaのメンバーでもあるPaolo Marchesich（ドラム）が加入。
- 2021年 11月に『グローリー・フォー・サルヴェイション』を発表。

## メンバー

### 現メンバー
- アレックス・スタロポリ / Alex Staropoli – キーボード（1993年 - ）
- ロベルト・デ・ミケーリ / Roberto De Micheli – ギター（2011年 - ）
- アレッサンドロ・サーラ / Alessandro Sala – ベース（2015年 - ）
- ジャコモ・ボーリ / Giacomo Voli – ボーカル（2016年 - ）
- パオロ・マルケシッチ / Paolo Marchesich – ドラム（2020年 - ）

### 過去在籍したメンバー
- クリスティアーノ・アダカー / Cristiano Adacher – ボーカル（1993年 - 1996年）
- アンドレア・ファーラン / Andrea Furlun – ベース（1993年 - 1996年）
- ダニエル・カーボネラ / Daniele Carbonera – ドラム（1993年 - 2000年）
- アレッサンドロ・ロッタ / Alessandro Lotta – ベース（1998年 - 2001年）
- ルカ・トゥリッリ / Luca Turilli – ギター（1993年 - 2011年）、ボーカル（1993年）
- ファビオ・リオーネ / Fabio Lione – ボーカル（1996年 - 2016年）
- アレックス・ホルツヴァルト / Alex Holzwarth – ドラム（2000年 - 2016年）
- パトリス・ゲール / Patrice Guers – ベース（2002年 - 2011年）
- トム・ヘス / Tom Hess – ギター（2011年 - 2013年）
- オリバー・ホルツヴァルト / Oliver Holzwarth – ベース（2011年 - 2014年）
- マヌ・ロッター / Manu Lotter – ドラム（2016年 - 2020年）

### その他
- ドミニク・ルアキン / Dominique Leurquin – ツアー/サポートギタリスト
- マヌエル・スタロポリ / Manuel Staropoli – リコーダーなど
- クリストファー・リー / Christopher Lee – 「The Magic of The Wizard's Dream」のボーカル
- サシャ・ピート / Sascha Paeth – 「Legendary Tales」「Power Of The Dragonflame」のベース、プロデューサー
- ロバート・ヒューネケ / Robert Hunecke – 「Legendary Tales」のベース

## ディスコグラフィー

### アルバム
- 1997年 レジェンダリィ・テイルズ Legendary Tales
- 1998年 シンフォニー・オブ・エンチャンテッド・ランズ Symphony of Enchanted Lands
- 2000年 ドーン・オブ・ヴィクトリー Dawn of Victory
- 2002年 パワー・オブ・ザ・ドラゴンフレイム Power of The Dragonflame
- 2004年 シンフォニー・オブ・エンチャンテッド・ランズ II Symphony of Enchanted Lands II -The Dark Secret-
- 2006年 トライアンフ・オア・アゴニー Triumph or Agony
- 2010年 ザ・フローズン・ティアーズ・オブ・エンジェルズ The Frozen Tears of Angels
- 2011年 フロム・ケイオス・トゥ・エターニティー  From Chaos to Eternity
- 2013年 ダーク・ウィングス・オブ・スティール Dark Wings of Steel
- 2016年 イントゥ・ザ・レジェンド Into the Legend
- 2017年 レジェンダリー・イヤーズ Legendary Years
- 2019年 ジ・エイス・マウンテン〜第八の山岳 The Eighth Mountain
- 2021年 グローリー・フォー・サルヴェイション Glory For Salvation
- 2024年 チャレンジ・ザ・ウィンド CHALLENGE THE WIND

### ミニアルバム
- 2001年 レイン・オブ・ア・サウザンド・フレイムス Rain of A Thousand Flames
- 2004年 ザ・ダーク・シークレット The Dark Secret
- 2010年 ザ・コールド・エンブレイス・オブ・フィア The Cold Embrace of Fear
- 2021年 I'll Be Your Hero（日本盤未発売）

### ベストアルバム
- 2004年 テイルズ・フロム・ジ・エメラルド・ソード・サーガ Tales from the Emerald Sword Saga

### ライブアルバム
- 2006年 ライヴ・イン・カナダ 2005-ザ・ダーク・シークレット Live in Canada 2005 – The Dark Secret
- 2013年 ライヴ-フロム・ケイオス・トゥ・エターニティー Live - From Chaos to Eternity

### シングル
- 1998年 エメラルド・ソード Emerald Sword
- 2000年 ホーリー・サンダーフォース Holy Thunderforce
- 2005年 The Magic of The Wizard's Dream（日本盤未発売）
- 2010年 Sea of Fate（配信のみ）
- 2010年 Reign of Terror（配信のみ）
- 2011年 Aeons of Raging Darkness（配信のみ）
- 2017年 When Demons Awake（配信のみ）
- 2017年 Land of Immortals（配信のみ）
- 2017年 Knightrider of Doom（配信のみ）
- 2018年 The Legend Goes On（配信のみ）
- 2019年 Rain of Fury（配信のみ）
- 2019年 Master of Peace（配信のみ）

### DVD
- 2007年 ヴィジョンズ・フロム・ジ・エンチャンテッド・ランズ Visions from the Enchanted Lands

### デモ
- 1994年 Land of Immortals (Thundercross名義)
- 1995年 Eternal Glory